# Castel Neuhaus
Castel Neuhaus o Maultasch o ancora Casanova (in ted.: Burg Neuhaus o Burg Maultasch) è un castello medievale costruito su uno sperone roccioso, sopra l'abitato di Terlano.

## Storia
Il castello è in rovina, ma ben visibile è ancora la torre principale di quattro piani, a pianta quadra il cui ultimo piano costituiva la parte abitata.
Fu costruito dai Conti del Tirolo, ma non è chiaro l'anno. Di certo, viene citato per la prima volta nel 1206, quando risultava punto d'appoggio per la chiusa eretta come dogana nei pressi di Terlano (e di cui oggi non rimane più traccia).
Nel 1270 il castello fu distrutto nell'ambito delle lotte fra Mainardo II di Tirolo-Gorizia e il vescovo di Trento nel 1275. Compare di nuovo nel 1288 quale "gelt vom Niwen hous" (Neuhaus) nell'urbario territoriale tirolese di Mainardo. Nel 1320 Cristiano di Sarentino lo ricostruì, ampliando quale "nova domus" (da cui la traduzione introdotta in epoca fascista di "Casanova"). La torre ancora oggi visibile risale probabilmente a quest'epoca. Nel 1362 è attestato un ponte sull'Adige in vicinanza al castello (il fiume prima della regolamentazioni del '700 e '800 seguiva un altro corso), controllato dal maniero ("pons aput Nouam domum"). 
Deve l'altro suo nome al fatto che nel XIV secolo, nel maniero soggiornò più volte Margherita di Tirolo-Gorizia, detta Maultasch, che a sua volta deve il proprio soprannome con tutta probabilità all'antica dogana mala tasca (traducibile in "trappola per topi") che si trovava sotto il castello. Durante il suo soggiorno la duchessa condusse uno stile di vite molto sfarzoso, tanto che una leggenda narra che giocasse solo con birilli d'oro.
Nel 1382 il castello fu acquistato dai signori di Niederthor, che lo ristrutturarono secondo il loro gusto e con piccole aggiunte strutturali. In seguito però si spostarono, prendendo dimora presso il castel Verruca (Fragsburg) di Merano. Nel 1572 il castello fu acquistato dai Payrsberg, che lo ricostruirono perché resistesse alle nuove armi d'assedio, ma già nel 1700 era di nuovo in rovina.
Oggi il castello rimane allo stato di rudere, privo di alcun tetto. È raggiungibile da Terlano in circa 20 minuti.